# Windows Assessment and Deployment Kit
Windows Assessment and Deployment Kit (abreviado Windows ADK), em português Conjunto para Avaliação e Implantação do Windows, anteriormente Windows Automated Installation Kit (Windows AIK ou WAIK), é uma coleção de ferramentas e tecnologias produzidas pela Microsoft projetadas para ajudar a implantar imagens do sistema operacional Microsoft Windows em computadores ou em um VHD (Virtual Hard Disk). Foi introduzido primeiramente com o Windows Vista. WAIK é um componente requerido do Microsoft Deployment Toolkit.

## DISM
O "Deployment Image Servicing and Management", abreviado DISM, é um recurso do ADK, uma ferramenta introduzida no Windows 7 e Windows Server 2008 R2 que pode realizar tarefas de serviço em uma imagem de instalação do Window, ser ela uma imagem online (isto é, aquela que o usuário está executando) ou uma imagem offline dentro de uma pasta ou arquivo WIM. Seus recursos incluem montagem e desmontagem de imagens, consulta de drivers de dispositivo instalados em uma imagem offline e adição de um driver de dispositivo em uma imagem offline.
Antes do Windows Server 2012 e Windows 8, o DISM incorporava a maioria das funções do ImageX mas não todas. O ImageX ainda era necessário para a captura da imagem. Entretanto, o DISM depreciou o ImageX no Windows 8.